# 콜드 (가수)
콜드(Colde, 본명: 김희수, 1994년 ~ )는 대한민국의 싱어송라이터다. 2016년 오프온오프라는 인디듀오의 멤버로서 데뷔했다. 솔로 아티스트로서 그는 EP Wave(2018년), Love Part 1(2019년), Idealism(2021년)을 발매했다.

## 디스코그래피

### EP
- Wave
- Love Part 1
- Idealism (이상주의)